# Административно-территориальное деление Луганской Народной Республики
Административно-территориальное деление Луганской Народной Республики — деление региона на административно-территориальные единицы и муниципальные образования, определяется конституцией Республики и законом Луганской Народной Республики «Об административно-территориальном устройстве Луганской Народной Республики»
Территория
Луганской
Народной
Республики
целостна и едина. 
Территория и границы Луганской Народной Республики не могут быть изменены без согласия народа Луганской Народной Республики выраженного путём референдума.

## Административно-территориальное устройство

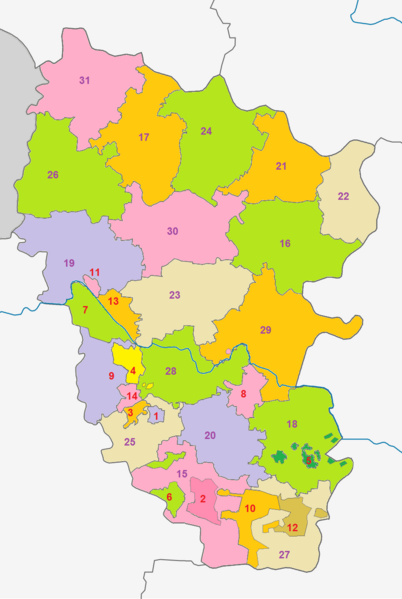
Административно-территориальное устройство ЛНР
Города республиканского значения: 1	Алчевск,
2	Антрацит,
3	Брянка,
4	Кировск,
5	Краснодон,
6	Красный Луч,
7	Лисичанск,
8	Луганск,
9	Первомайск,
10	Ровеньки,
11	Рубежное,
12	Свердловск,
13	Северодонецк,
14	Стаханов.
Районы: 15	Антрацитовский,
16	Беловодский,
17	Белокуракинский,
18	Краснодонский,
19	Кременской,
20	Лутугинский,
21	Марковский,
22	Меловский,
23	Новоайдарский,
24	Новопсковский,
25	Перевальский,
26	Сватовский,
27	Свердловский,
28	Славяносербский,
29	Станично-Луганский,
30	Старобельский,
31	Троицкий.

Административно-территориальное устройство Луганской Народной Республики утверждено Законом Луганской Народной Республики от 14 марта 2023 года № 427-III. 
Согласно Закону, в ЛНР выделена 31 административно-территориальная единица, в том числе:
- 14 городов республиканского значения,
- 17 районов.

Формирование административно-территориального устройства ЛНР началось с провозглашения республики в 2014 году и в основном унаследовано от территориального деления Луганской области УССР и Украины 1991—2013 годов в подконтрольной части ЛНР, а с аннексией Луганской области Украины после вторжения России в 2022 году и в остальной части области . 10 марта 2022 года был подписан указ главы ЛНР о применении на территориях республики, над которыми ранее осуществляла контроль Украина, старых названий, существовавших в Луганской области по состоянию на 18 мая 2014 года, то есть додекоммунизации на Украине.
Административно-территориальное деление Луганской Народной Республики, стало соответствовать действовавшему в Луганской области Украины по состоянию на 18 мая 2014 года. В 2022 году начался процесс переподчинения в пользу городов Первомайска, Лисичанска и Кировска всех населённых пунктов Попаснянского района, окончательно упразднённого тем же законом от 14 марта 2023 года.
Столица Луганской Народной Республики — город Луганск.

### Города республиканского значения и районы
| №         | Административно- территориальная единица | Административный центр |
| --------- | ---------------------------------------- | ---------------------- |
| 1e-06     | Города республиканского значения         |                        |
| 1         | Алчевск                                  | г. Алчевск             |
| 2         | Антрацит                                 | г. Антрацит            |
| 3         | Брянка                                   | г. Брянка              |
| 4         | Кировск                                  | г. Кировск             |
| 5         | Краснодон                                | г. Краснодон           |
| 6         | Красный Луч                              | г. Красный Луч         |
| 7         | Лисичанск                                | г. Лисичанск           |
| 8         | Луганск                                  | г. Луганск             |
| 9         | Первомайск                               | г. Первомайск          |
| 10        | Ровеньки                                 | г. Ровеньки            |
| 11        | Рубежное                                 | г. Рубежное            |
| 12        | Свердловск                               | Свердловск             |
| 13        | Северодонецк                             | г. Северодонецк        |
| 14        | Стаханов                                 | г. Стаханов            |
| 14.000002 | Районы                                   |                        |
| 15        | Антрацитовский                           | г. Антрацит            |
| 16        | Беловодский                              | пгт Беловодск          |
| 17        | Белокуракинский                          | пгт Белокуракино       |
| 18        | Краснодонский                            | г. Краснодон           |
| 19        | Кременской                               | г. Кременная           |
| 20        | Лутугинский                              | г. Лутугино            |
| 21        | Марковский                               | пгт Марковка           |
| 22        | Меловский                                | пгт Меловое            |
| 23        | Новоайдарский                            | пгт Новоайдар          |
| 24        | Новопсковский                            | пгт Новопсков          |
| 25        | Перевальский                             | г. Перевальск          |
| 26        | Сватовский                               | г. Сватово>            |
| 27        | Свердловский                             | г. Свердловск          |
| 28        | Славяносербский                          | пгт Славяносербск      |
| 29        | Станично-Луганский                       | пгт Станица Луганская  |
| 30        | Старобельский                            | г. Старобельск         |
| 31        | Троицкий                                 | пгт Троицкое           |

По состоянию на октябрь 2024 года небольшую часть 2 районов (Сватовский и Кременской) Российская Федерация не контролирует.

## Муниципальное устройство

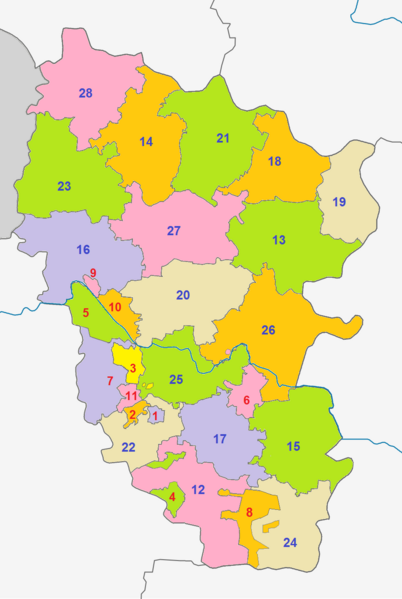
Муниципальные образования в ЛНР
Городские округа: 1	Алчевск,
2	Брянка,
3	Кировск,
4	Красный Луч,
5	Лисичанск,
6	Луганск,
7	Первомайск,
8	Ровеньки,
9	Рубежное,
10	Северодонецк,
11	Стаханов.
Муниципальные округа: 12	Антрацитовский,
13	Беловодский,
14	Белокуракинский,
15	Краснодонский,
16	Кременской,
17	Лутугинский,
18	Марковский,
19	Меловский,
20	Новоайдарский,
21	Новопсковский,
22	Перевальский,
23	Сватовский,
24	Свердловский,
25	Славяносербский,
26	Станично-Луганский,
27	Старобельский,
28	Троицкий.

Муниципальное устройство Луганской Народной Республики сформировано в рамках Закона Луганской Народной Республики от 14 марта 2023 года № 428-III «Об образовании на территории Луганской Народной Республики городских округов и муниципальных округов, установлении их границ», согласно которому в ЛНР созданы 28 муниципальных образований, среди которых: 
- 11 городских округов и
- 17 муниципальных округов.

Городские округа образованы в границах административно-территориальных единиц — городов республиканского значения — с подчинёнными им населёнными пунктами, а муниципальные округа — в границах районов. При этом 3 города республиканского значения с подчинёнными им населёнными пунктами (Антрацит, Краснодон и Свердловск) объединены с населёнными пунктами соответствующих районов в одноимённые муниципальные округа.
Согласно Федеральному конституционному закону N6-ФКЗ «О принятии в Российскую Федерацию Луганской Народной Республики и образовании в составе Российской Федерации нового субъекта — Луганской Народной Республики» от 4 октября 2022 года для организации местного самоуправления муниципальные и городские округа формироваться начали ещё тогда. При этом объединённые администрации города и района (Антрацит, Краснодон и Свердловск и одноимённых им районов) начали формироваться в ЛНР в начале 2015 года (впоследствии они и объединятся в муниципальные округа).

### Городские и муниципальные и округа
| №         | Муниципальное образование | Административный центр |
| --------- | ------------------------- | ---------------------- |
| 1e-06     | Городские округа          |                        |
| 1         | город Алчевск             | г. Алчевск             |
| 2         | город Брянка              | г. Брянка              |
| 3         | город Кировск             | г. Кировск             |
| 4         | город Красный Луч         | г. Красный Луч         |
| 5         | город Лисичанск           | г. Лисичанск           |
| 6         | город Луганск             | г. Луганск             |
| 7         | город Первомайск          | г. Первомайск          |
| 8         | город Ровеньки            | г. Ровеньки            |
| 9         | город Рубежное            | г. Рубежное            |
| 10        | город Северодонецк        | г. Северодонецк        |
| 11        | город Стаханов            | г. Стаханов            |
| 11.000002 | Муниципальные округа      |                        |
| 12        | Антрацитовский            | г. Антрацит            |
| 13        | Беловодский               | пгт Беловодск          |
| 14        | Белокуракинский           | пгт Белокуракино       |
| 15        | Краснодонский             | г. Краснодон           |
| 16        | Кременской                | г. Кременная           |
| 17        | Лутугинский               | г. Лутугино            |
| 18        | Марковский                | пгт Марковка           |
| 19        | Меловский                 | пгт Меловое            |
| 20        | Новоайдарский             | пгт Новоайдар          |
| 21        | Новопсковский             | пгт Новопсков          |
| 22        | Перевальский              | г. Перевальск          |
| 23        | Сватовский                | г. Сватово             |
| 24        | Свердловский              | г. Свердловск          |
| 25        | Славяносербский           | пгт Славяносербск      |
| 26        | Станично-Луганский        | пгт Станица Луганская  |
| 27        | Старобельский             | г. Старобельск         |
| 28        | Троицкий                  | пгт Троицкое           |

### Города
Города республиканского значения

Гербы
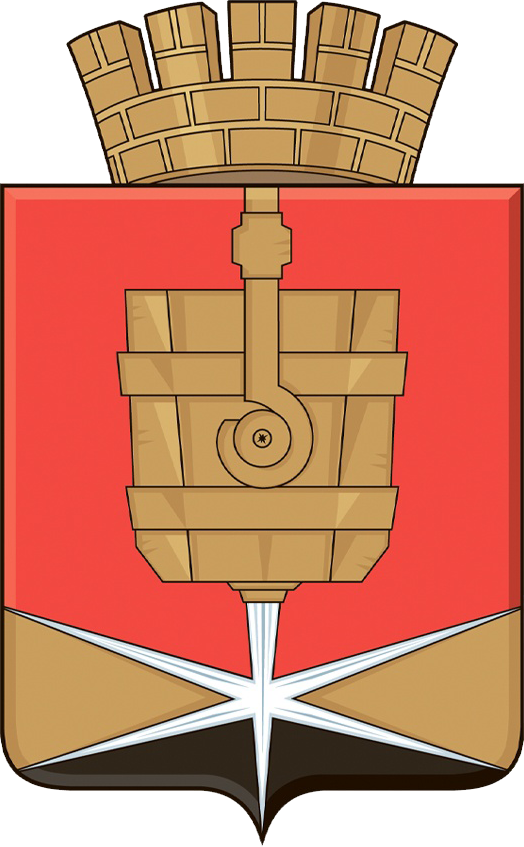
Алчевск
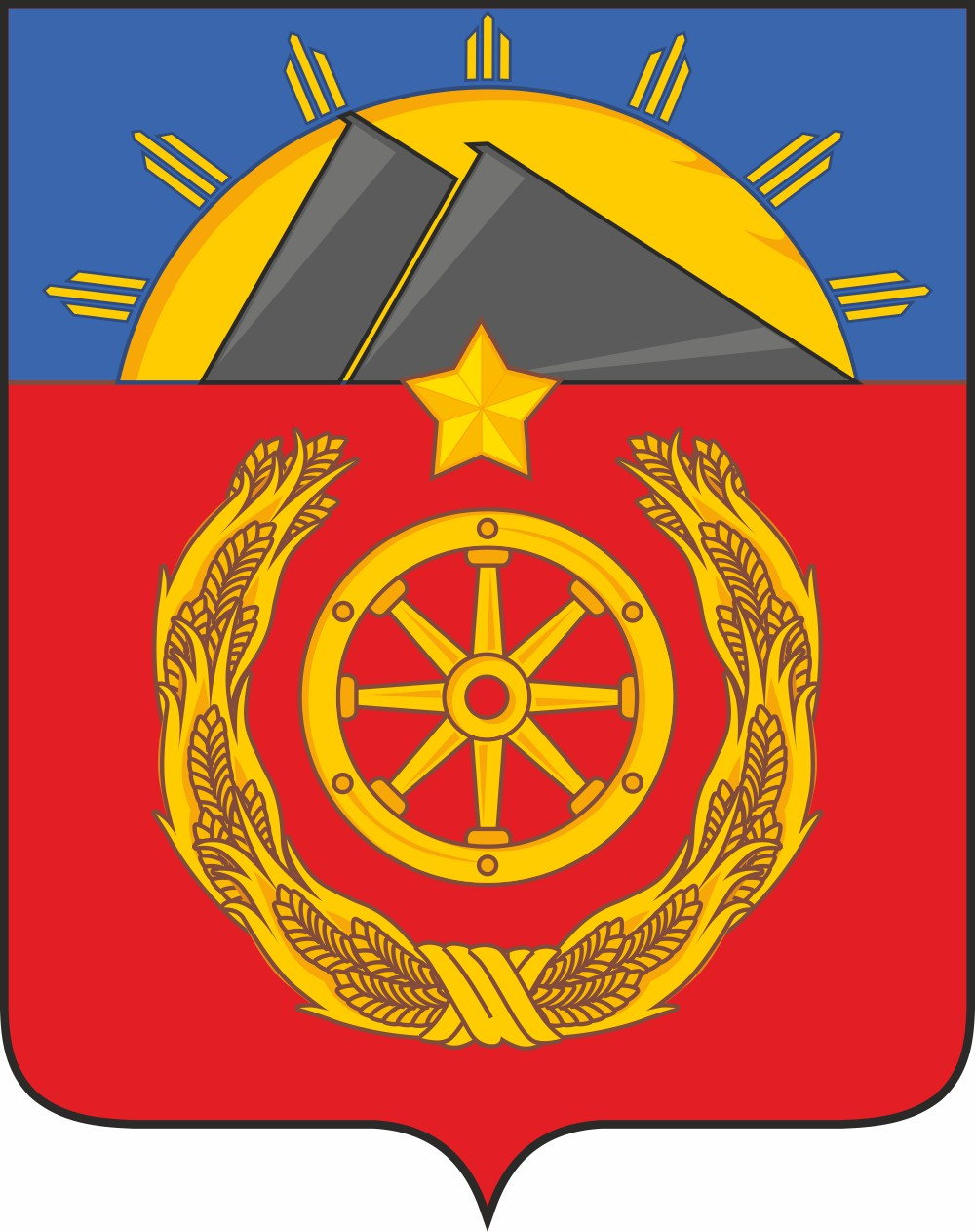
Антрацит
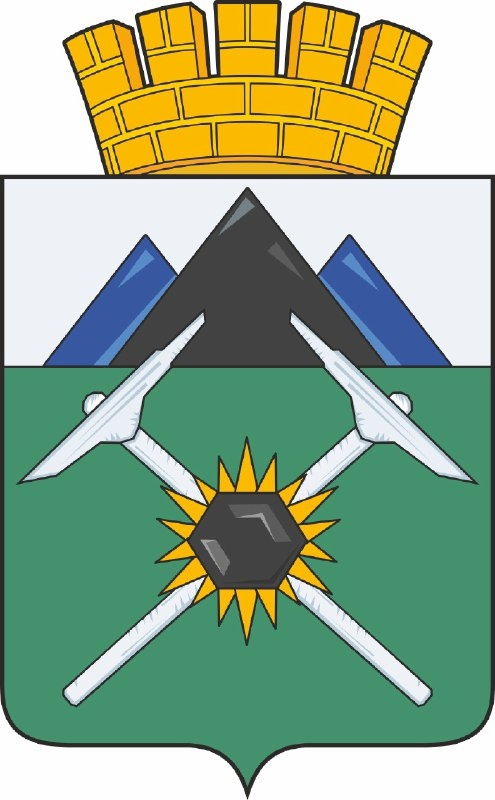
Брянка
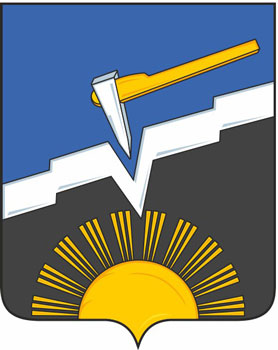
Кировск
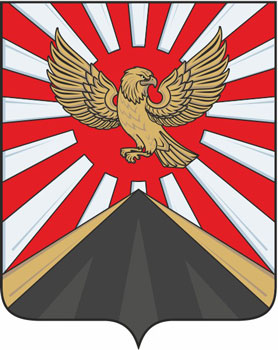
Красный Луч
Краснодон
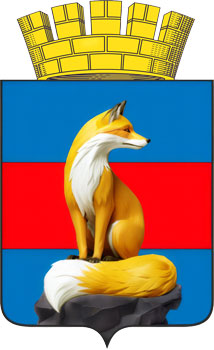
Лисичанск
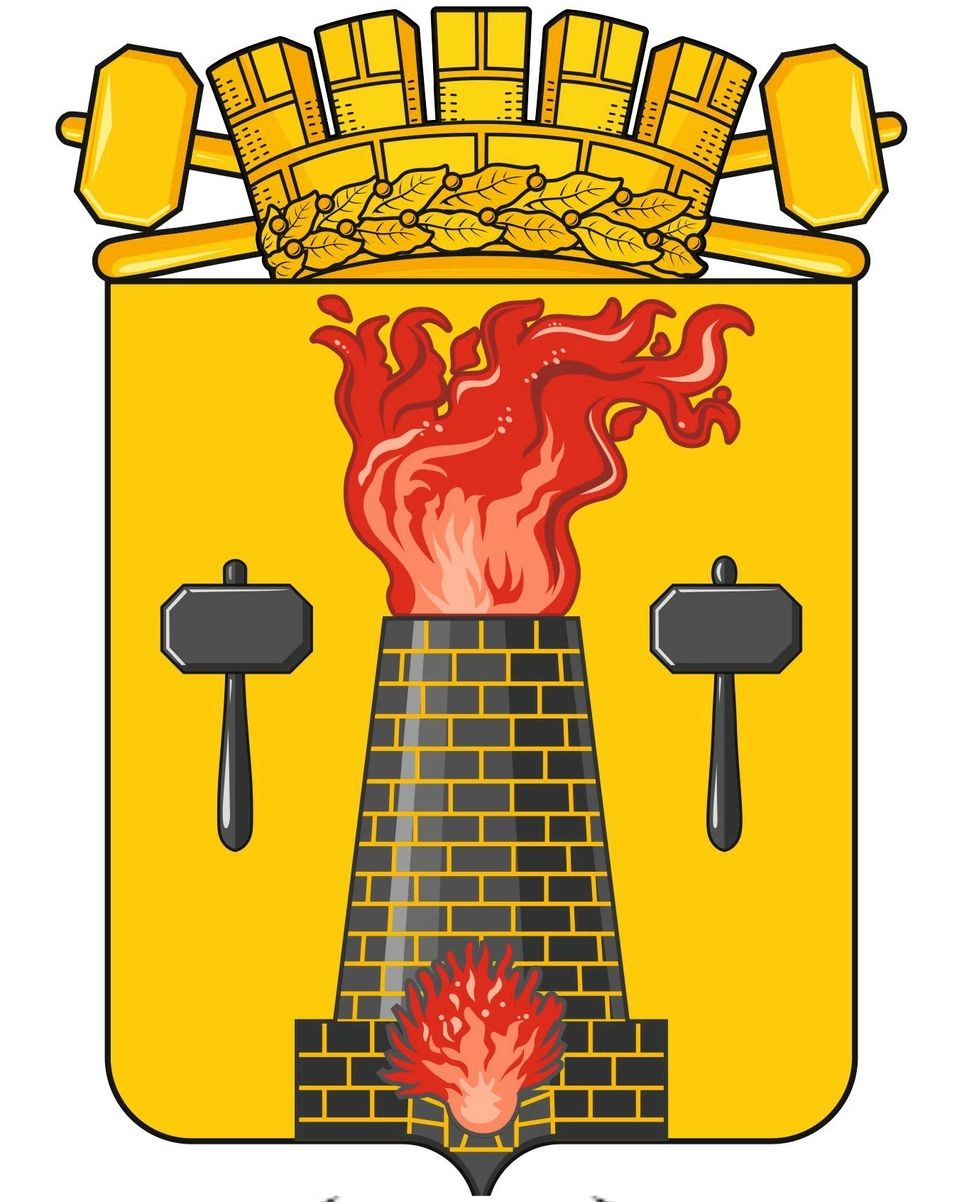
Луганск
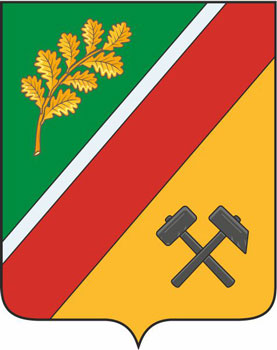
Первомайск
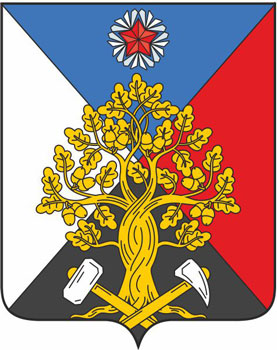
Ровеньки
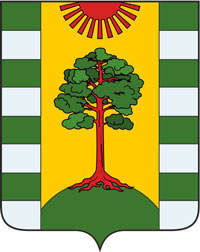
Рубежное
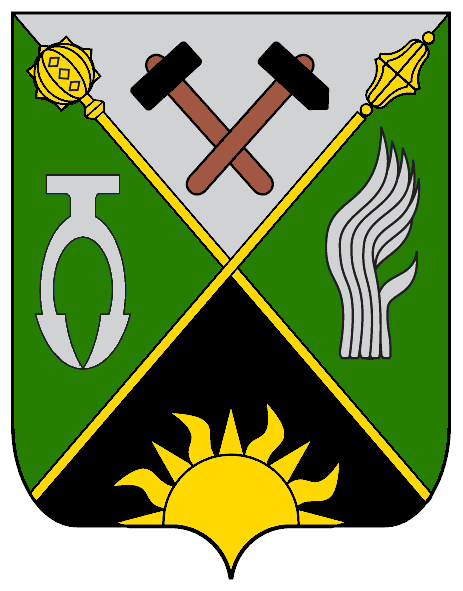
Свердловск
Северодонецк
Стаханов

Города районного значения
| - Александровск - Алмазная - Артёмовск - Вахрушево - Горское - Зимогорье - Золотое - Зоринск - Ирмино - Червонопартизанск - Кременная - Лутугино | - Миусинск - Молодогвардейск - Новодружеск - Перевальск - Петровское - Попасная - Приволье - Сватово - Старобельск - Суходольск - Счастье |

## История
Административно-территориальное деление деление в основном было унаследовано от Луганской области УССР и Украины 1991—2013 годов. 
По состоянию на конец 2013 году число административных единиц, советов и населённых пунктов на территории республики составляло:
- районов — 18;
- районов в городах — 4;
- населённых пунктов — 975, в том числе:
  - сельских — 787;
  - городских — 146, в том числе:
    - поселков городского типа — 109;
    - городов — 37;
- районных советов — 17;
- городских советов — 37;
- поселковых советов — 84;
- сельских советов — 206.

На территории республики изначально было 18 районов (численность на конец 2013 года):
| Район                    | Площадь, км² | Население, чел. | Городское население, чел. (%) | Сельское население, чел. (%) | Плотность, чел./км² | Райцентр          | Образован            |
| ------------------------ | ------------ | --------------- | ----------------------------- | ---------------------------- | ------------------- | ----------------- | -------------------- |
| Антрацитовский район     | 1700         | ▼ 30 717        | ▼ 16 798 (54,68)              | ▼ 13 919 (45,32)             | 18,07               | Антрацит          | 13 июня 1923 года    |
| Беловодский район        | 1597         | ▼ 24 241        | ▼ 8177 (33,73)                | ▼ 16 064 (66,27)             | 15,18               | Беловодск         | 1923 год             |
| Белокуракинский район    | 1436         | ▼ 19 520        | ▼ 7623 (39,05)                | ▼ 11 897 (60,95)             | 13,59               | Белокуракино      | 1923 год             |
| Краснодонский район      | 1400         | ▼ 29 526        | ▼ 9987 (33,82)                | ▼ 19 539 (66,18)             | 21,09               | Краснодон         | 1936 год             |
| Кременский район         | 1627         | ▼ 41 313        | ▼ 24 499 (59,3)               | ▼ 16 814 (40,7)              | 25,39               | Кременная         | 1940 год             |
| Лутугинский район        | 1057         | ▼ 67 136        | ▼ 49 421 (73,62)              | ▼ 17 715 (26,38)             | 63,51               | Лутугино          | 1965 год             |
| Марковский район         | 1166         | ▼ 15 547        | ▼ 6149 (39,55)                | ▼ 9398 (60,45)               | 13,33               | Марковка          | 1920 год             |
| Меловский район          | 971          | ▼ 15 472        | ▼ 5926 (38,3)                 | ▼ 9546 (61,7)                | 15,93               | Меловое           | 1920 год             |
| Новоайдарский район      | 1536         | ▼ 25 123        | ▼ 8506 (33,86)                | ▼ 16 617 (66,14)             | 16,35               | Новоайдар         | 7 марта 1923 года    |
| Новопсковский район      | 1623         | ▼ 34 911        | ▼ 13 887 (39,78)              | ▼ 21 024 (60,22)             | 21,51               | Новопсков         | 1931 год             |
| Перевальский район       | 806,8        | ▼ 71 096        | ▼ 66 813 (93,97)              | ▼ 4283 (6,03)                | 88,12               | Перевальск        | 4 января 1965 года   |
| Попаснянский район       | 1325         | ▼ 40 303        | ▼ 30 978 (76,86)              | ▼ 9325 (23,14)               | 30,42               | Попасная          | 31 декабря 1977 года |
| Сватовский район         | 1740         | ▼ 36 803        | ▼ 20 301 (55,16)              | ▼ 16 502 (44,84)             | 21,15               | Сватово           | 1923 год             |
| Свердловский район       | 1132         | ▼ 11 890        | ▼ 3996 (33,61)                | ▼ 7894 (66,39)               | 10,5                | Свердловск        | 1938 год             |
| Славяносербский район    | 1113         | ▼ 54 761        | ▼ 35 571 (64,96)              | ▼ 19 190 (35,04)             | 49,2                | Славяносербск     | 1966 год             |
| Станично-Луганский район | 1900         | ▼ 49 775        | ▼ 18 756 (37,68)              | ▼ 31 019 (62,32)             | 26,2                | Станица Луганская | 1923 год             |
| Старобельский район      | 1580         | ▼ 46 361        | ▼ 18 012 (38,85)              | ▼ 28 349 (61,15)             | 29,34               | Старобельск       | 1938 год             |
| Троицкий район           | 1600         | ▼ 20 627        | ▼ 7841 (38,01)                | ▼ 12 786 (61,99)             | 12,89               | Троицкое          | 1926 год             |